# Bahnhof Chalfont & Latimer

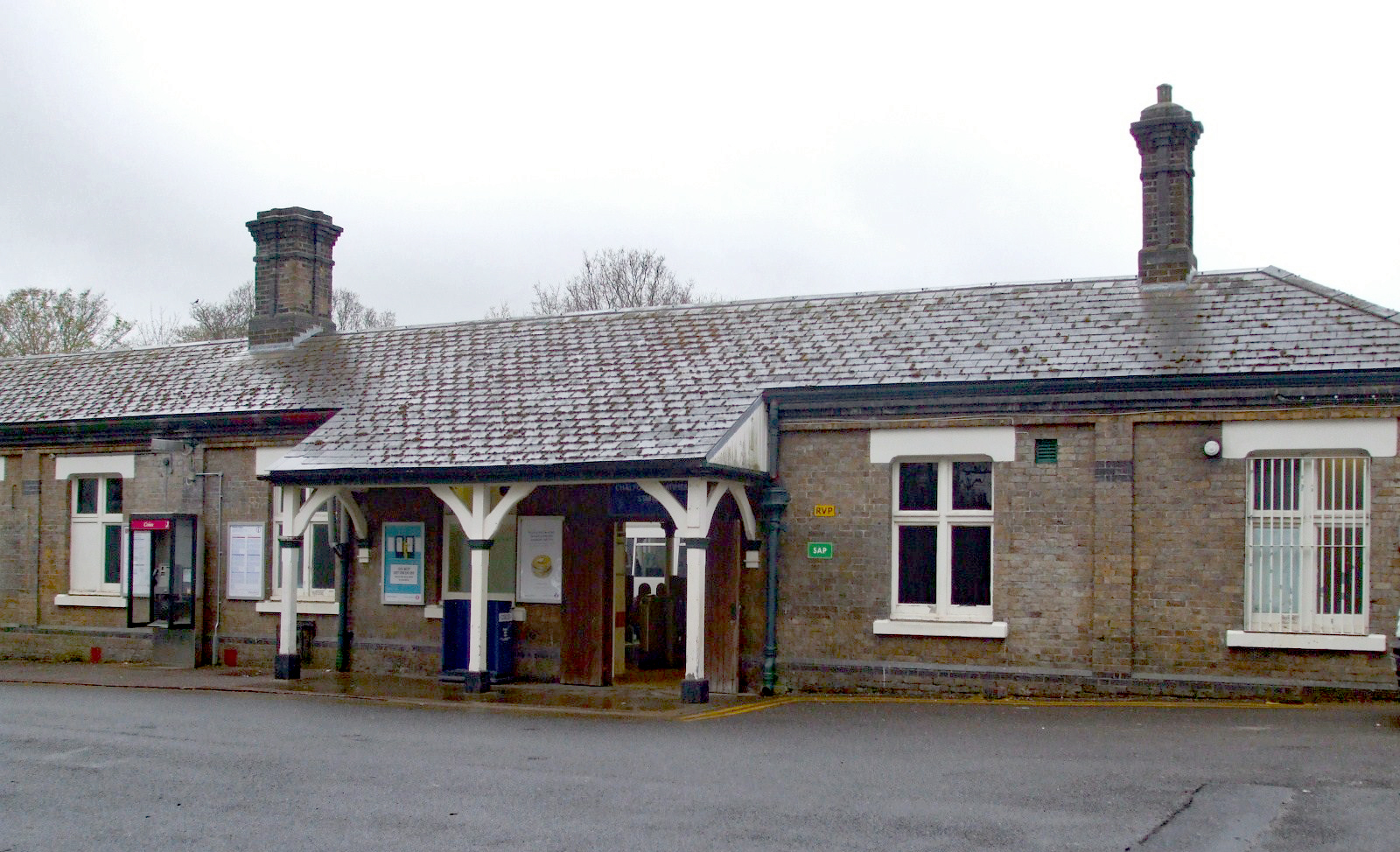
Stationsgebäude

Chalfont & Latimer ist ein Bahnhof nordwestlich von London in der Travelcard-Tarifzone 8. Er befindet sich an der Station Road in der Ortschaft Little Chalfont in der Grafschaft Buckinghamshire. Chalfont & Latimer ist eine von 14 Stationen der London Underground außerhalb von Greater London. 1,11 Millionen U-Bahn-Fahrgäste nutzten den Bahnhof im Jahr 2013, hinzu kamen 0,702 Millionen Fahrgäste der Eisenbahn.

## Betrieb

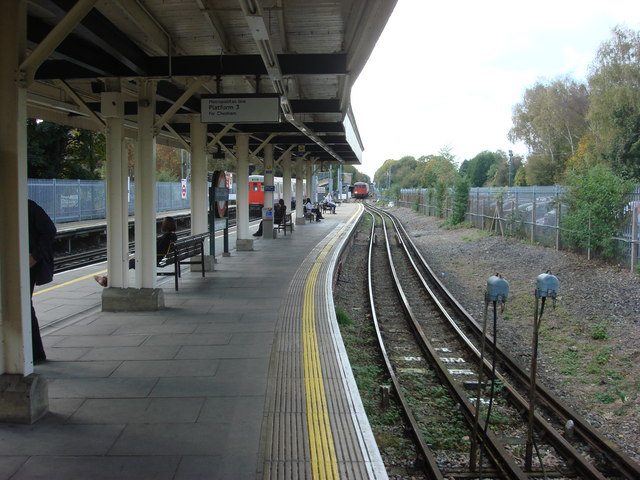
Bahnsteig

Der Bahnhof verfügt über zwei Durchgangsgleise mit einem Seiten- und einem Mittelbahnsteig. Es verkehren U-Bahnen der Metropolitan Line sowie Vorortszüge der Bahngesellschaft Chiltern Railways. Fast alle Züge der Metropolitan Line, die über Chalfont & Latimer nach Amersham fahren, gelten als Schnellzüge, da sie auf dem Weg zur Baker Street in der Innenstadt mehrere Stationen ohne Halt passieren (ausgenommen in den Randstunden). Von einem Nebengleis aus verkehren Züge nach Chesham.
Der doppelspurige Streckenabschnitt von der Verzweigung Croxleyhall Junction östlich von Rickmansworth bis Amersham weist eine besondere Betriebssituation auf: Sämtliche Züge, sowohl die elektrische U-Bahn als auch Dieseltriebzüge und Güterzüge der Eisenbahn, befahren dieselben Gleise. Chalfont & Latimer besaß einen Güterbahnhof, der bis zum 14. November 1966 in Betrieb war.

## Geschichte
Die Metropolitan Railway (Vorgängergesellschaft der Metropolitan Line) eröffnete den Bahnhof am 8. Juli 1889, der zu Beginn Chalfont Road hieß. Am selben Tag ging auch die Strecke zwischen Rickmansworth und Chesham in Betrieb. Am 1. September 1891 kam die Strecke in Richtung Amersham und Aylesbury hinzu. In der Gegend rund um den Bahnhof gab es Ende des 19. Jahrhunderts nur vereinzelte Bauernhöfe zwischen den Dörfern Chalfont St Giles, Chalfont St Peter und Latimer. Aus den wenigen Häusern, die kurz nach der Eröffnung der Bahnlinie gebaut worden waren, entwickelte sich mit der Zeit ein Dorf, das heute rund 5000 Einwohner zählt. Am 1. November 1915 erhielt der Bahnhof seinen heutigen Namen. Die Underground-Strecken nordwestlich von Rickmansworth wurden als letzte des gesamten Netzes elektrifiziert, am 12. September 1960. Der letzte dampfbetriebene Zug verkehrte am 10. September 1961.